# Borrelia garinii
Borrelia garinii es una bacteria espiroqueta. 
Es una de las tres especies conocidas por causar la enfermedad de Lyme, como B. afzelii o B. burgdorferi. La infección por B. garinii se asocia con la afectación neuronal, llamada neuroborreliosis, de esta enfermedad.
A diferencia de B. burgdorferi,  no se encuentra en Norteamérica. 

## Vectores
El vector  principal de B. garinii es Ixodes ricinus, una garrapata abundante en las zonas boscosas de clima atlántico, pero rara en la zona mediterránea. En climas continentales fríos el vector es Ixodes persulcatus, abundante en la taiga. Ixodes uriae, la garrapata de las aves marinas, también mantiene este agente patogénico en un silente ciclo enzoótico.

## Patogenia
La infección según la especie de Borrelia es organotrópica (afinidad que presentan ciertos virus o cepas microbianas por un determinado órgano) y resulta en diferentes manifestaciones clínicas. B. garinii se asocia particularmente con la enfermedad de Lyme de afectación más neurológica, incluyendo los casos de meningoencefalitis y, en raras ocasiones, la encefalomielitis.
El síndrome de Bannwarth es la manifestación más frecuente de la neuroborreliosis precoz y de los casos de enfermedad de Lyme en Europa. Este puede describirse como una meningoradiculitis con reacción linfocítica y con niveles incrementados de proteínas en el líquido cefalorraquídeo con mínimo o ningún síntoma meníngeo. Puede cursar también con anorexia, cefalea, diplopía, parestesias, eritema migrans, etc. Aproximadamente el 85% de los casos de enfermedad de Lyme en Europa presentan el síndrome de Bannwarth, que puede ser una característica clínica única de B. garinii. Los casos europeos se caracterizan, además, por una menor incidencia de eritema migrans.
El dolor y la inflamación articular son síntomas frecuentes en la enfermedad de Lyme, pero no en la mayoría de los casos europeos. Por el contrario, estos presentan un eritema migrans aislado, mientras que múltiples lesiones en la piel se han observado en la enfermedad de Lyme Americana. La radiculopatía dermatómica (pérdida o disminución de la función sensitiva o motora en el área de piel inervada por un solo nervio raquídeo y su ganglio espinal) es también frecuente entre los síntomas europeos, siendo rara en los EE. UU..

## Distribución geográfica
B. garinii está presente en gran parte de Europa, asociada a la presencia de sus vectores. En el sur, alrededor de la cuenca mediterránea, las tres especies que causan lyme están ausentes, apareciendo en su lugar otras, como B. lusitaniae, que no infectan al ser humano. No se encuentra tampoco en Norteamérica, donde el causante de la enfermedad es Borrelia burgdorferi.
Esta diferencia geográfica entre las especies causantes de la enfermedad de Lyme en Europa ha causado algunas controversias acerca de la utilidad universal de las pruebas de serodiagnóstico.